# Ekstraklasa de 2023–24
A Ekstraklasa de 2023–24 (também conhecida como PKO Bank Polski Ekstraklasa por motivos de patrocínio) foi a 98ª edição da principal divisão do futebol polonês, a temporada começou em 21 de julho de 2023 e terminou em 25 de maio de 2024. O Raków Częstochowa foi o atual campeão.
Pela primeira vez em sua história, o Jagiellonia Białystok conquistou a competição, o título foi confirmado após ganhar do Warta Poznań por 3–0 em casa, conquistando seu primeiro título inédito em sua história.

## Regulamento

### Formato da temporada regular
Um total de 18 times participam dessa edição, sendo que 15 competiram na temporada passada e 3 foram promovidos da I liga. Cada time irá jogar 34 partidas, metade como mandante e metade como visitante.

### Critérios de desempate
Em caso de empate entre dois ou mais clubes, os critérios serão:
1. Pontos no confronto direto;
2. Saldo de gols no confronto direto;
3. Saldo de gols;
4. Gols marcados;
5. Número de vitórias;
6. Número de vitórias como visitante;
7. Menor número de pontos baseado em cartões amarelos e vermelhos (vermelho = 3 pontos, amarelo = 1 ponto);
8. Ranking de fairplay;
9. Sorteio

### Vagas em outras competições
A Ekstraklasa concede uma vaga para a Liga dos Campeões de 2024–25 e duas para a Liga Conferência Europa de 2024–25, divididas da seguinte forma:
| Posição | Qualificação para                                          |
| ------- | ---------------------------------------------------------- |
| 1       | 2ª rodada pré-eliminatória da Liga dos Campeões de 2024–25 |
| 2 – 3   | 2ª rodada de qualificação da Liga Conferência de 2024–25   |

## Participantes
| Clube                 | Cidade      | Estádio                                   | Capacidade | Títulos             |
| --------------------- | ----------- | ----------------------------------------- | ---------- | ------------------- |
| Cracovia              | Cracóvia    | Stadion Cracovii                          | 15.114     | 5 (último em 1948)  |
| Górnik Zabrze         | Zabrze      | Stadion im. Ernesta Pohla                 | 24.563     | 14 (último em 1988) |
| Jagiellonia Białystok | Białystok   | Stadion Miejski w Białymstoku             | 22.432     | 0 (nenhum)          |
| Korona Kielce         | Kielce      | Suzuki Arena                              | 15.500     | 0 (nenhum)          |
| Lech Poznań           | Posnânia    | Stadion Poznań                            | 43.269     | 8 (último em 2021)  |
| Legia Warszawa        | Varsóvia    | Stadion im. Marszałka Józefa Piłsudskiego | 31.800     | 15 (último em 2021) |
| ŁKS Łódź              | Łódź        | Estádio Municipal em Łódź                 | 18.029     | 2 (último em 1998)  |
| Piast Gliwice         | Gliwice     | Stadion Miejski                           | 10.037     | 1 (último em 2019)  |
| Pogoń Szczecin        | Estetino    | Stadion im. Floriana Krygiera             | 4.200      | 0 (nenhum)          |
| Puszcza Niepołomice   | Niepołomice | Stadion Cracovii im. Józefa Piłsudskiego  | 15.016     | 0 (nenhum)          |
| Radomiak Radom        | Radom       | Stadion Lekkoatletyczno-Piłkarski         | 4,072      | 0 (nenhum)          |
| Raków Częstochowa     | Częstochowa | Stadion GKS                               | 5.264      | 1 (atual campeão)   |
| Ruch Chorzów          | Chorzów     | Stadion Ruchu Chorzów                     | 9.300      | 14 (último em 1989) |
| Stal Mielec           | Mielec      | Stadion Stali                             | 6.864      | 0 (nenhum)          |
| Śląsk Wrocław         | Breslávia   | Stadion Wrocław                           | 45.105     | 2 (último em 2012)  |
| Warta Poznań          | Posnânia    | Stadion Dyskobolli                        | 5.383      | 1 (último em 1929)  |
| Widzew Łódź           | Łódź        | Estádio Widzewa                           | 18.018     | 4 (último em 1997)  |
| Zagłębie Lubin        | Lubin       | Stadion Zagłębia                          | 16.068     | 2 (último em 2007)  |

## Classificação
| Pos | Equipe                    | Pts | J  | V  | E  | D  | GP | GC | SG  | Classificação ou descenso                                    |
| --- | ------------------------- | --- | -- | -- | -- | -- | -- | -- | --- | ------------------------------------------------------------ |
| 1   | Jagiellonia Białystok (C) | 63  | 34 | 18 | 9  | 7  | 76 | 45 | +31 | 2ª. Pré-eliminatória da Liga dos Campeões da UEFA de 2024–25 |
| 2   | Śląsk Wrocław             | 63  | 34 | 18 | 9  | 7  | 51 | 31 | +20 | 2ª. Pré-eliminatória da Liga Conferência da UEFA de 2024–25  |
| 3   | Légia Varsóvia            | 59  | 34 | 16 | 11 | 7  | 51 | 39 | +12 | 2ª. Pré-eliminatória da Liga Conferência da UEFA de 2024–25  |
| 4   | Pogoń Szczecin            | 55  | 34 | 16 | 7  | 11 | 59 | 38 | +21 |                                                              |
| 5   | Lech Poznań               | 53  | 34 | 14 | 11 | 9  | 48 | 42 | +6  |                                                              |
| 6   | Górnik Zabrze             | 53  | 34 | 15 | 8  | 11 | 45 | 41 | +4  |                                                              |
| 7   | Raków Częstochowa         | 52  | 34 | 14 | 10 | 10 | 54 | 39 | +15 |                                                              |
| 8   | Zagłębie Lubin            | 47  | 34 | 13 | 8  | 13 | 43 | 50 | −7  |                                                              |
| 9   | Widzew Łódź               | 46  | 34 | 13 | 7  | 14 | 45 | 46 | −1  |                                                              |
| 10  | Piast Gliwice             | 43  | 34 | 9  | 16 | 9  | 36 | 35 | +1  |                                                              |
| 11  | Stal Mielec               | 43  | 34 | 11 | 10 | 13 | 42 | 48 | −6  |                                                              |
| 12  | Puszcza Niepołomice       | 40  | 34 | 9  | 13 | 12 | 39 | 49 | −10 |                                                              |
| 13  | Cracovia                  | 39  | 34 | 8  | 15 | 11 | 45 | 46 | −1  |                                                              |
| 14  | Korona Kielce             | 38  | 34 | 8  | 14 | 12 | 40 | 44 | −4  |                                                              |
| 15  | Radomiak Radom            | 38  | 34 | 10 | 8  | 16 | 42 | 58 | −16 |                                                              |
| 16  | Warta Poznań              | 37  | 34 | 9  | 10 | 15 | 33 | 43 | −10 | Rebaixamento à I Liga de 2024–25                             |
| 17  | Ruch Chorzów              | 32  | 34 | 6  | 14 | 14 | 39 | 54 | −15 | Rebaixamento à I Liga de 2024–25                             |
| 18  | ŁKS Łódź                  | 24  | 34 | 6  | 6  | 22 | 34 | 75 | −41 | Rebaixamento à I Liga de 2024–25                             |

## Confrontos
| Mandante \ Visitante  | CRA | GÓR | JAG | KOR | LPO | LEG | ŁKS | PIA | POG | PUN | RAD | RCZ | RCH | STM | ŚLĄ | WAR | WID | ZAG |
| --------------------- | --- | --- | --- | --- | --- | --- | --- | --- | --- | --- | --- | --- | --- | --- | --- | --- | --- | --- |
| Cracovia              | —   | 5–0 | 2–4 | 1–1 | 1–1 | 2–0 | 2–2 | 1–1 | 1–5 | 0–1 | 6–0 | 2–0 | 4–4 | 2–2 | 0–1 | 0–1 | 2–2 | 2–1 |
| Górnik Zabrze         | 1–0 | —   | 2–1 | 0–0 | 0–0 | 1–3 | 4–1 | 0–0 | 1–0 | 1–1 | 0–2 | 2–1 | 1–0 | 1–1 | 2–0 | 3–0 | 1–1 | 0–2 |
| Jagiellonia Białystok | 1–3 | 4–1 | —   | 3–0 | 1–2 | 2–0 | 6–0 | 0–0 | 2–2 | 4–1 | 3–2 | 4–2 | 0–0 | 4–0 | 3–1 | 3–0 | 2–1 | 3–0 |
| Korona Kielce         | 1–1 | 1–3 | 2–2 | —   | 0–1 | 3–3 | 2–1 | 1–1 | 2–2 | 5–3 | 4–0 | 0–2 | 2–0 | 1–0 | 1–1 | 1–1 | 1–1 | 2–0 |
| Lech Poznań           | 0–0 | 1–1 | 3–3 | 1–2 | —   | 1–2 | 3–1 | 0–1 | 1–0 | 4–1 | 2–0 | 4–1 | 2–0 | 2–1 | 1–1 | 2–0 | 1–3 | 2–0 |
| Legia Warsaw          | 2–0 | 2–1 | 1–1 | 1–0 | 0–0 | —   | 3–0 | 3–1 | 1–1 | 1–1 | 0–3 | 1–2 | 3–0 | 1–3 | 0–0 | 2–2 | 3–1 | 2–1 |
| ŁKS Łódź              | 0–2 | 0–5 | 2–2 | 2–1 | 2–3 | 1–1 | —   | 3–3 | 1–0 | 3–2 | 3–2 | 1–1 | 1–1 | 3–2 | 1–2 | 0–2 | 0–2 | 0–2 |
| Piast Gliwice         | 0–0 | 1–3 | 1–1 | 0–0 | 1–2 | 1–1 | 4–0 | —   | 0–0 | 1–0 | 2–3 | 2–0 | 0–0 | 3–0 | 2–2 | 2–0 | 3–2 | 2–0 |
| Pogoń Szczecin        | 3–1 | 1–0 | 2–1 | 3–1 | 5–0 | 3–4 | 4–2 | 0–2 | —   | 1–0 | 0–2 | 1–1 | 5–0 | 2–3 | 0–2 | 3–3 | 2–1 | 0–2 |
| Puszcza Niepołomice   | 1–1 | 2–1 | 3–3 | 1–1 | 2–1 | 1–1 | 2–1 | 1–0 | 0–2 | —   | 1–1 | 1–1 | 2–2 | 1–0 | 1–3 | 1–0 | 1–0 | 2–2 |
| Radomiak Radom        | 0–1 | 1–1 | 1–2 | 1–1 | 2–2 | 0–1 | 3–0 | 1–1 | 0–4 | 1–1 | —   | 2–1 | 0–2 | 2–1 | 0–1 | 3–2 | 1–3 | 3–4 |
| Raków Częstochowa     | 1–1 | 0–1 | 3–0 | 1–0 | 4–0 | 1–1 | 1–0 | 3–1 | 2–1 | 2–0 | 3–0 | —   | 1–1 | 2–0 |     | 2–2 | 1–1 | 5–0 |
| Ruch Chorzów          | 2–0 | 1–2 | 0–1 | 1–1 | 2–1 | 0–1 | 2–0 | 3–0 | 0–3 | 0–0 | 0–0 | 3–5 | —   | 1–1 | 2–2 | 0–0 | 2–3 | 2–2 |
| Stal Mielec           | 2–2 | 2–1 | 3–2 | 2–3 | 0–0 | 1–3 | 1–0 | 0–0 | 0–0 | 2–1 | 2–0 | 0–0 | 3–1 | —   | 3–1 | 0–1 | 0–0 | 4–2 |
| Śląsk Wrocław         | 4–0 | 1–1 | 2–1 | 0–0 | 3–1 | 4–0 | 2–1 | 1–0 | 0–1 | 0–0 | 2–0 | 1–1 | 2–3 | 0–1 | —   | 2–1 | 2–1 | 1–2 |
| Warta Poznań          | 0–0 | 2–0 | 1–2 | 1–0 | 0–2 | 0–1 | 0–1 | 1–1 | 0–1 | 0–2 | 0–0 | 2–1 | 2–2 | 5–2 | 0–1 | —   | 2–1 | 1–1 |
| Widzew Łódź           | 2–0 | 3–1 | 1–3 | 3–1 | 1–1 | 1–0 | 1–0 | 1–0 | 1–2 | 3–2 | 0–3 | 0–1 | 2–1 | 1–0 | 0–2 | 0–1 | —   | 1–3 |
| Zagłębie Lubin        | 1–1 | 1–2 | 1–2 | 1–0 | 1–1 | 0–3 | 2–1 | 1–1 | 1–0 | 1–0 | 2–3 | 2–0 | 2–1 | 0–0 | 1–2 | 1–0 | 1–1 | —   |

## Estatísticas
Atualizado em 25 de maio de 2023.
| \| Pos. \| Jogador \| Equipe \| Gols \| \| ---- \| ------------------- \| --------------------- \| ---- \| \| 1 \| Erik Expósito \| Śląsk Wrocław \| 19 \| \| 2 \| Ilia Shkurin \| Stal Mielec \| 16 \| \| 3 \| Kamil Grosicki \| Pogoń Szczecin \| 13 \| \| 4 \| Afimico Pululu \| Jagiellonia Białystok \| 12 \| \| 4 \| Dawid Kurminowski \| Zagłębie Lubin \| 12 \| \| 4 \| Efthymios Koulouris \| Pogoń Szczecin \| 12 \| \| 4 \| Jesús Imaz \| Jagiellonia Białystok \| 12 \| \| 8 \| Mikael Ishak \| Lech Poznań \| 11 \| \| 9 \| Daniel Szczepan \| Ruch Chorzów \| 10 \| \| 9 \| Kristoffer Velde \| Lech Poznań \| 10 \| \| 9 \| Yevgeni Shikavka \| Korona Kielce \| 10 \| |                     |                       |      |
| Pos. | Jogador             | Equipe                | Gols |
| 1 | Erik Expósito       | Śląsk Wrocław         | 19   |
| 2 | Ilia Shkurin        | Stal Mielec           | 16   |
| 3 | Kamil Grosicki      | Pogoń Szczecin        | 13   |
| 4 | Afimico Pululu      | Jagiellonia Białystok | 12   |
| 4 | Dawid Kurminowski   | Zagłębie Lubin        | 12   |
| 4 | Efthymios Koulouris | Pogoń Szczecin        | 12   |
| 4 | Jesús Imaz          | Jagiellonia Białystok | 12   |
| 8 | Mikael Ishak        | Lech Poznań           | 11   |
| 9 | Daniel Szczepan     | Ruch Chorzów          | 10   |
| 9 | Kristoffer Velde    | Lech Poznań           | 10   |
| 9 | Yevgeni Shikavka    | Korona Kielce         | 10   |